# Marisel Ramírez Velázquez
Marisel Ramírez Velázquez (Ciego de Ávila, 12 de abril de 1970) es una destacada deportista cubana de la especialidad de tenis de mesa. Considerada entre las mejores raquetas del país en todos los tiempos, fue titular nacional, de Centroamérica y del Caribe y Latinoamérica en varias ocasiones. Campeona panamericana en la modalidad de dobles en Indianápolis1987.

## Datos biográficos
Hija menor de Teresa Velásquez y Raúl Ramírez. Hermana de la también tenistaMabel Ramírez. Se inicia en el tenis de mesa con solo 10 años de edad. En 1982 asiste a los primeros Juegos Escolares Nacionales, en los que obtiene medalla de plata en el evento individual. En abril de 1983 se celebra en la Sala Ponce Carrasco de Ciudad de La Habanaun Torneo Internacional, donde logra su primera victoria sobre una atleta no cubana, Bárbara Martínez, de México, cuando apenas tenía 12 años de edad. En enero de 1984 sale por primera vez de Cuba hacia un evento que se celebró en Nicaragua. Un año después, con solo 15 años, ingresa a la ESPA Nacional. 
En 1987 gana en los Juegos Panamericanos de Indianápolis la medalla de oro en dobles junto a Carmen Miranda, el único título continental obtenido por el tenis de mesa cubano en su historia. Campeona Nacional en individuales en los años 1997, 1998 y 2000. Perteneció al equipo nacional de tenis de mesa ininterrumpidamente de 1985 al 2000, año este último en que se retira del deporte activo.
Representó a Cuba en 5 Campeonatos del Caribe de Tenis de Mesa, 4 Juegos Deportivos Centroamericanos, 4 Campeonatos Latinoamericanos de Tenis de Mesa, 4 Juegos Panamericanos, 1 Campeonato Mundial y 2 Juegos Olímpicos, donde alcanzó en total 26 títulos. 
Contrajo en 1995 nupcias con el también destacado tenista de mesa, miembro del equipo nacional, Rubén Arado, unión esta de la que nacieron sus dos actuales hijos Rubén y Raúl. El 27 de abril del 2004, durante el Campeonato Nacional de Tenis de Mesa en Santa Clara, se efectuó la ceremonia oficial de su retiro. En 2009 fue publicada en Ciego de Ávila su biografía deportiva.
Es licenciada en Cultura Física y profesora de Tenis de Mesa en la Escuela de Iniciación Deportiva (EIDE) de Ciego de Ávila.

## Resultados deportivos

### En Mundiales y Olimpiadas
Representó a Cuba en el Campeonato Mundial de 1987 en la RFA, así como en los Juegos Olímpicos de 1992(Barcelona) y del 2000 (Sídney).  Clasificó también para los Juegos Olímpicos de 1996 en Atlanta, a los que Cuba no asistió finalmente. Es la tenista de mesa cubana de más participación en Juegos Olímpicos.

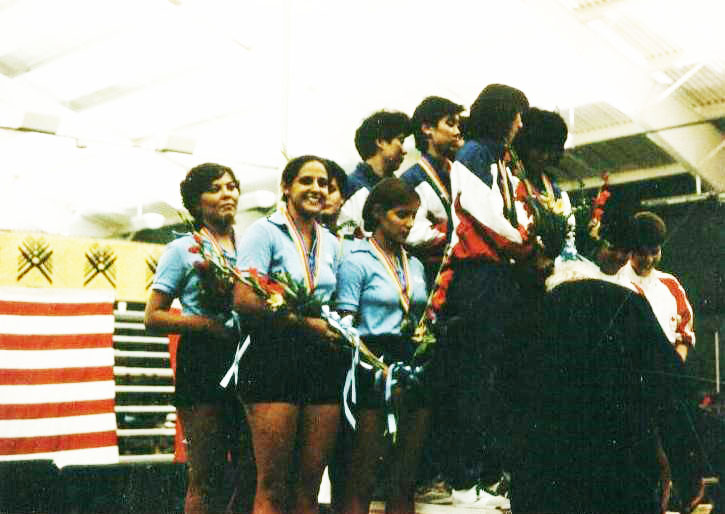
Indianápolis 1987. Premiación del concurso por Equipos, donde Cuba alcanzó la Medalla de Plata.

### En Juegos Panamericanos
1987. (Indianápolis) Plata (Equipos), Oro (Dobles).
1991. (La Habana) Plata (Equipos).
1995. (Mar del Plata) Bronce (Equipos).

### En Juegos Centroamericanos y del Caribe
1986. (República Dominicana) Oro (Equipos). Bronce (Dobles Mixtos).
1990. (México) Oro (Equipos). Plata (Individuales). Bronce (Dobles y Dobles Mixtos). 
1993. (Puerto Rico) Oro (Equipos, Dobles e Individuales).
1998. (Venezuela) Oro (Equipos, Dobles e Individuales). Plata (Dobles Mixtos).  

### En Campeonatos Latinoamericanos de Tenis de Mesa
Todos los torneos fueron desarrollados en Cuba.
1989. Oro (Equipos y Dobles).
1990. Oro (Equipos). Bronce (Individuales).
1991.  Oro (Equipos). Plata (Individuales).

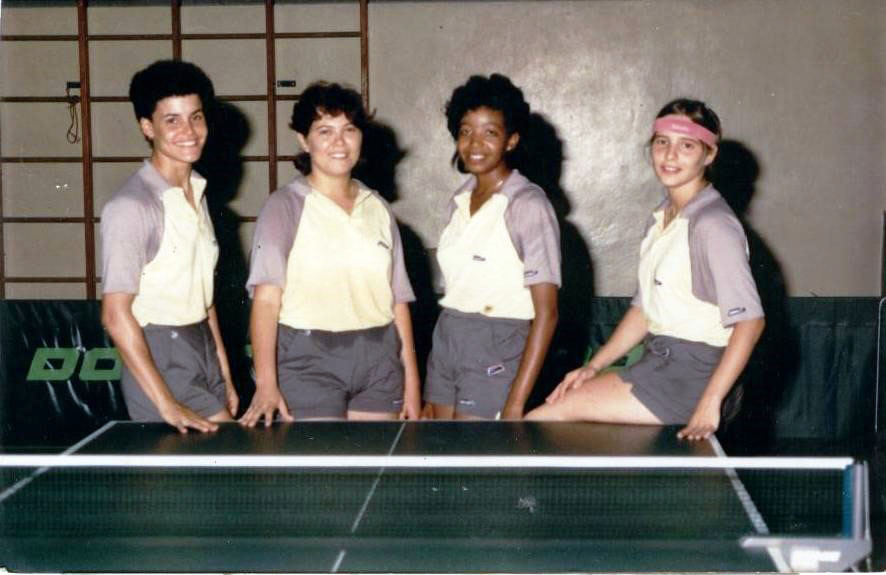
Campeonato del Caribe, en Curazao, 1989. De izquierda a derecha: Carmen Miranda, Madeleine Armas, Yolanda Rodríguez y Marisel Ramírez.

1994. Oro (Equipos y Dobles). 

### En Campeonatos del Caribe de Tenis de Mesa
1984. (Trinidad y Tobago) Oro (Equipos e Individuales). Plata (Dobles).
1988. (Guyana) Oro (Equipos, Dobles e Individuales).
1989. (Curazao) Oro (Equipos e Individuales). Plata (Dobles). Bronce (Dobles Mixtos).
1994. (Barbados) Oro (Equipos). Plata (Dobles). Bronce (Dobles Mixtos e Individuales).
1999. (Colombia) Oro por Equipos, en Dobles e Individual. 

### Otros eventos internacionales
Participó en otros 21 torneos internacionales, en los que alcanzó en total 35 medallas, de ellas 15 de Oro (6 por Equipos, 2 en Dobles y 7 en Individuales), 13 de Plata (1 por Equipos, 6 en Dobles, 1 en Dobles Mixtos, y 5 en Individuales), y 7 de Bronce (3 en Dobles y 4 Individuales). 

### Eventos Nacionales
Tomó parte en cinco Juegos Escolares Nacionales entre 1982 y 1987, donde obtuvo 4 medallas de Oro, 4 de Plata y 1 de Bronce, las 4 medallas de Oro en la modalidad de Individuales.  En cuatro Campeonatos Nacionales Juveniles, entre 1986 y 1990, su cosecha fue de 7 medallas de Oro, 4 de Plata y 1 de Bronce, 3 de los títulos en Dobles y 2 en Individuales. En 13 Campeonatos Nacionales de Primera Categoría acumuló 9 medallas de Oro, 9 subtítulos y 13 medallas de Bronce. Fue la Campeona Nacional en Individuales en los años 1997, 1998 y 2000. En otros 4 torneos de carácter nacional se adjudicó 1 medalla de oro, 3 de plata y 1 de bronce.

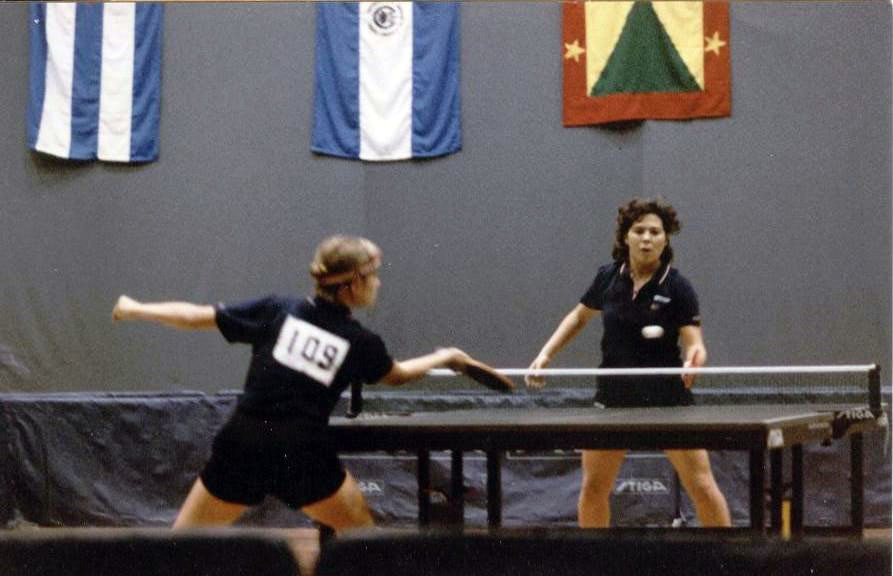
Ante su compañera Madeleine de Armas, en la final individual de los Juegos Centroamericanos de 1990 en México.

## Reconocimientos como atleta
Novata del año en deportes con pelota de su provincia Ciego de Ávila (1982), Novata del Año en Ciego de Ávila (1983), Novata del Año de la ESPA y Atleta del Año en Ciego de Ávila (1984), Mejor Atleta escolar del Año en Ciego de Ávila (1986), Mejor Atleta Juvenil Femenina de Ciego de Ávila (1987).
Mejor Atleta Juvenil de Ciego de Ávila (1988), Atleta Femenina más Destacada en el Campeonato Juvenil de Tenis de Mesa (1989 y 1990), Mejor Atleta del Año en Ciego de Ávila (1989, 1990, 1991, 1992, 1993, 1995, 1998).  

## Opiniones sobre su desempeño deportivo
Mabel Ramírez, hermana y también tenista de mesa ha señalado: 

“Fue una atleta excepcional, tal vez solo superada por Madeleine Armas en la historia del tenis de mesa cubano. Muy inteligente, muy atacadora. Jugaba el estilo clásico y dominaba muy bien los efectos. Era brillante en el contraataque. Tenía una gran fuerza en el ataque, que asombraba porque ella era de baja estatura. Llegó todo lo lejos que se propuso. La falta de topes internacionales, de entrenamientos en Asia en los años 90 no le permitió mejores resultados. Haberla entusiasmado con la práctica del tenis de mesa, haber jugado con ella de compañera en varios torneos, es uno de mis grandes orgullos”.	

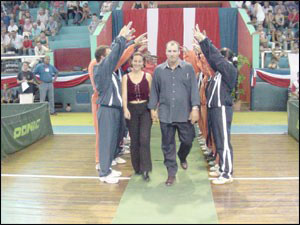
Despedida del tenis de mesa a dos de sus más grandes figuras de todos los tiempos: Marisel Ramírez y Rubén Arado. (27 de abril de 2004).

Acerca de la victoria de Marisel Ramírez y Carmen Miranda en la competencia de Dobles,  en Indianápolis 1987, comentó su entrenador Arturo Díaz: 

Cuando mis alumnas hablan de que los equipos actuales del continente tienen muchas atletas asiáticas y no se les puede ganar, yo les pongo el ejemplo de esa victoria. Insook Busham y su compañera en el doble eran realmente dos coreanas y la Busham fue campeona individual en los Panamericanos de 1983, 1987 y 1991. Era una extraclase. Pero Marisel también lo era, tenía muchas habilidades. Marisel manejaba como ninguna tenista cubana lo ha hecho los efectos en el golpeo de la pelota. En ese partido la Busham siempre le recibía mal…”

Una opinión muy autorizada es la de su compañera de equipo muchos años, varias veces campeona nacional, Madeleine Armas: 

“Marisel llegó muy joven a la selección nacional y su calidad y su dedicación al entrenamiento la convirtieron pronto en una figura imprescindible de nuestro equipo femenino. Teníamos mucha confianza en ella. Era una jugadora muy agresiva, que cuando tomaba la iniciativa no daba tregua. Imponía respeto a sus rivales. A eso unía una ejemplar dedicación al deporte, un gran sentido de la responsabilidad”.